# Barons Court (Metropolitano de Londres)
Barons Court é uma estação de Metrô de Londres em West Kensington, no Borough londrino de Hammersmith e Fulham, na Grande Londres. Esta estação serve a linha District e a linha Piccadilly. Barons Court fica entre West Kensington e Hammersmith, na linha District, e entre Earl's Court e Hammersmith, na linha Piccadilly, e está na Zona 2 do Travelcard. A leste da estação, a linha Piccadilly desce no túnel em direção a Earl's Court e a linha District continua em um corte para West Kensington. A estação é a última parada ao ar livre para trens para o leste na linha Piccadilly até Arnos Grove e possui intercâmbio cruzado de plataformas com a linha District. A estação está em um corte profundo em tijolos.

## Localização
A estação está localizada na Gliddon Road, a uma curta distância da Talgarth Road (A4). A leste da estação, a linha Piccadilly desce no túnel em direção a Earl's Court e a linha District continua na superfície até West Kensington.

## História

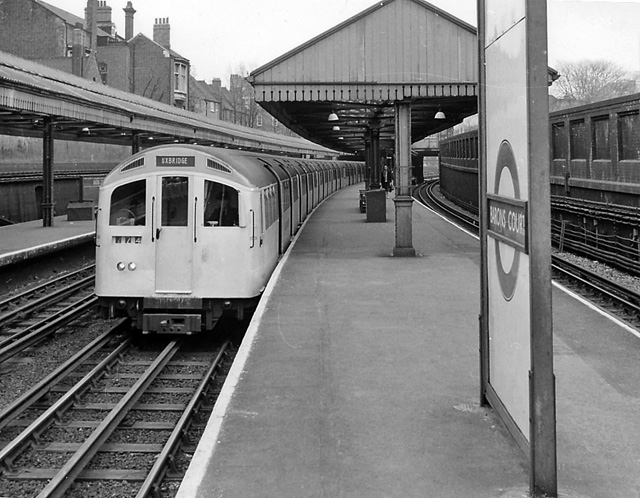
A estação em maio de 1962, olhando para o leste com um trem da linha Piccadilly na direção oeste até Uxbridge.

Os trilhos sobre Barons Court foram abertos pela primeira vez em 9 de setembro de 1874, quando a District Railway (DR, agora a linha District) abriu uma extensão de Earl's Court a Hammersmith. Quando a linha foi construída, a área agora conhecida como Barons Court era de campos abertos e hortas a oeste do assentamento de North End e não havia necessidade de uma estação entre West Kensington e Hammersmith.
No entanto, no início do século XX, a área havia sido desenvolvida para habitação e, em 9 de outubro de 1905, a District Railway (DR) abriu a estação para atender a esses novos empreendimentos e em preparação para a abertura da Great Northern, Piccadilly & Brompton Railway (GNP&BR, atual linha Piccadilly), em construção. A GNP&BR iniciou suas operações em 15 de dezembro de 1906, entre Hammersmith e Finsbury Park.

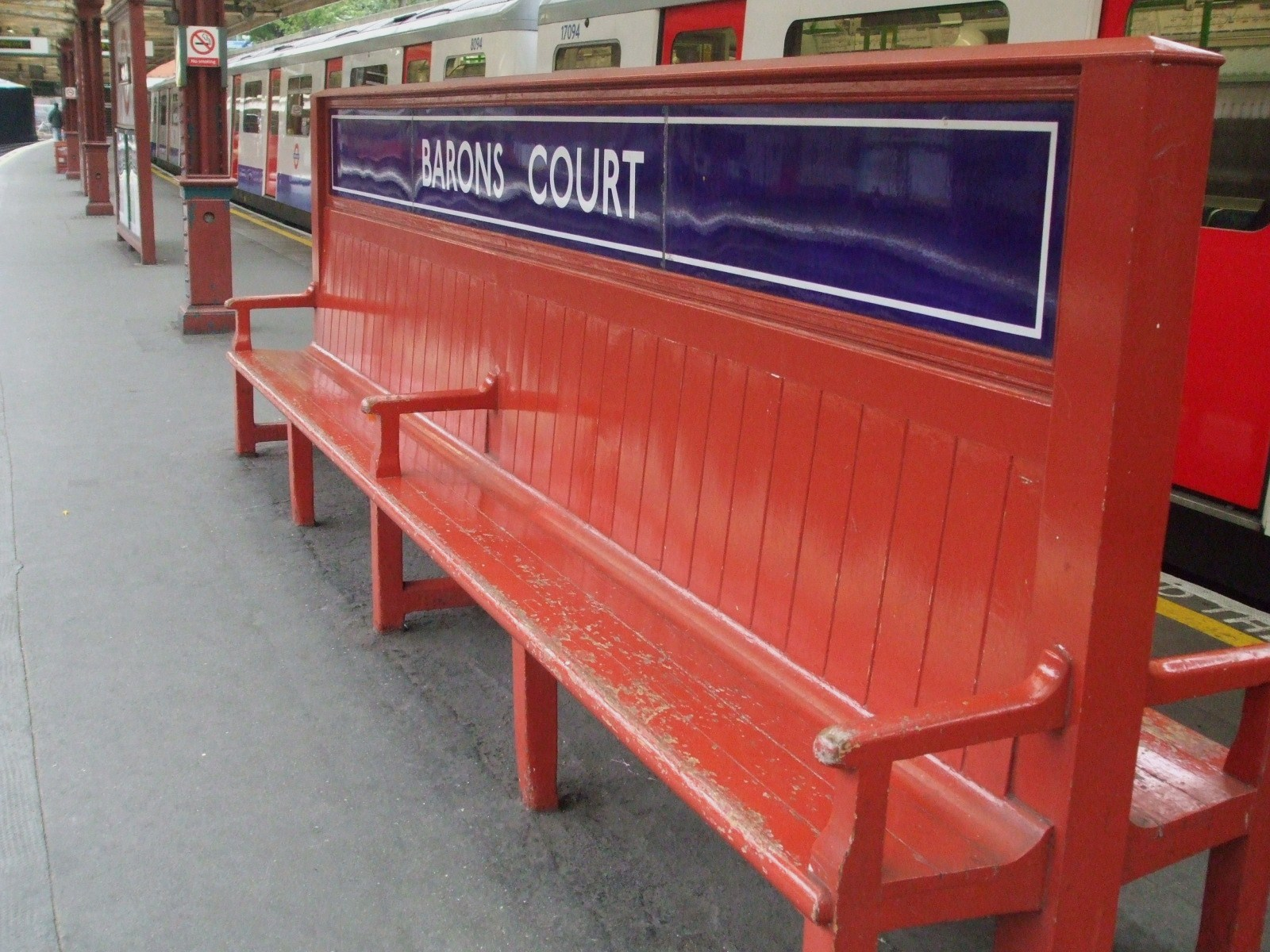
O banco único no lado leste da plataforma central.

## A estação hoje
O edifício da estação foi construído com um design de Harry Ford em um estilo semelhante ao usado em Earl's Court e Hammersmith e agora é um edifício listado Grade II, pois mantém muitas de suas características originais, incluindo revestimento de terracota e letras Art Nouveau. Os bancos de madeira na plataforma com o nome da estação na parte traseira em painéis de metal esmaltados são uma característica única de todo o metrô de Londres.  A estação possui duas plataformas insulares para fornecer um intercâmbio entre as duas linhas - o par interno de faixas é usado pela linha Piccadilly e as faixas externas pela linha District. O edifício da estação é listado como Grade II desde 14 de fevereiro de 1985.

## Nome
Muitas pessoas acreditam erroneamente que o nome Barons Court é inspirado em Earl's Court ao leste e na associação da região no início do século 19 com o Margrave de Brandemburgo-Ansbach (morto em 1806) e sua esposa inglesa Elizabeth (a Margravina, a viúva de 6º Barão Craven). Eles tinham uma casa na Brandenburg House imediatamente a oeste do local do Hospital Charing Cross. A Margravina morreu em 1828 e é comemorada por várias estradas da região (Margravine Road e Margravine Gardens) e o Margrave, possivelmente pela Barons Court Road, embora o posto equivalente aproximado no pariato britânico a Margrave seja um marquês.
O nome Barons Court provavelmente é inspirado na propriedade Barenscourt na Irlanda, onde Sir William Palliser, que construiu toda a área, tinha conexões. Assim como a própria Palliser Road, todas as estradas da região têm o nome de membros de sua família.
- Perham Road: sua esposa

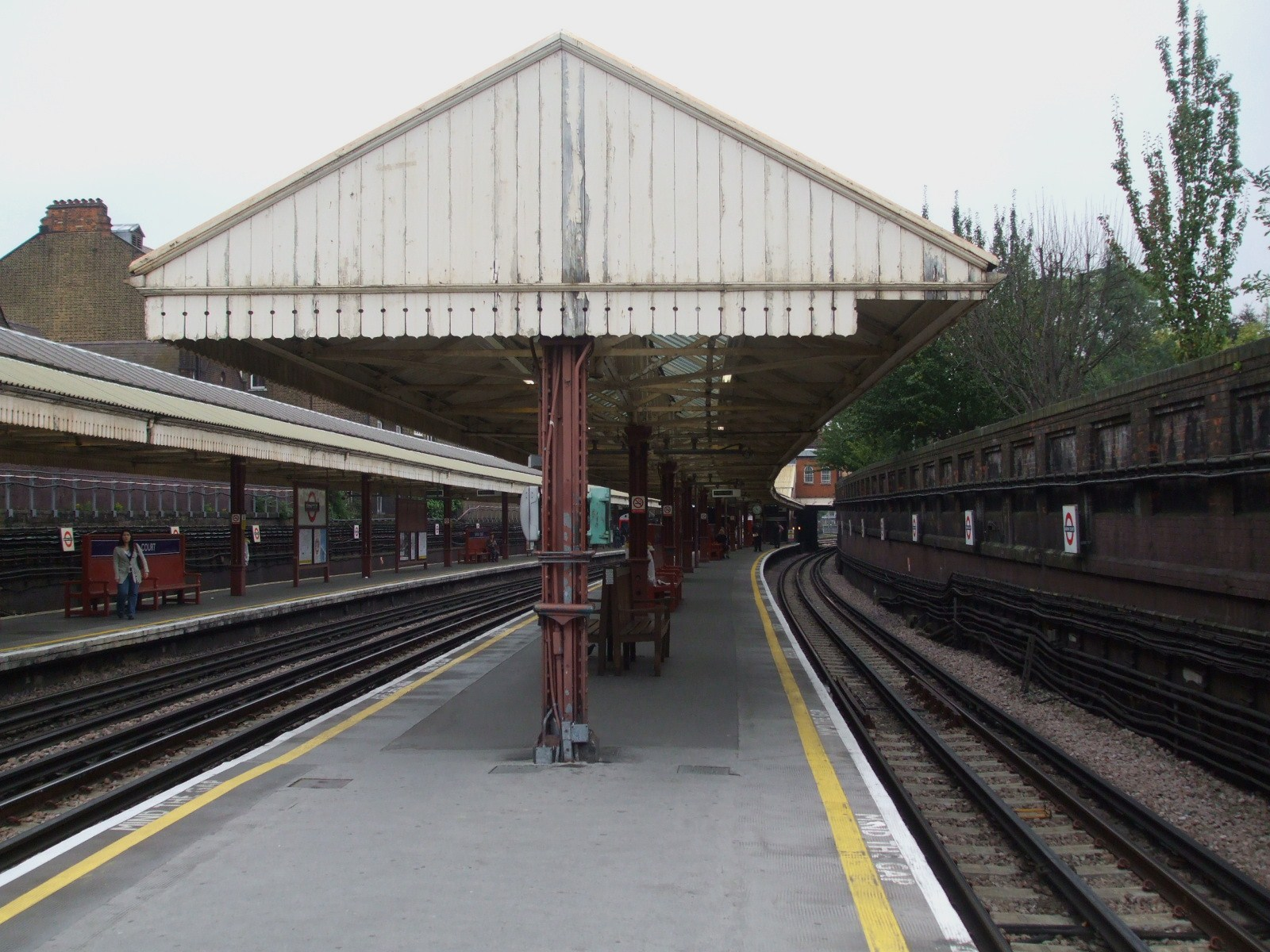
As plataformas em Barons Court.

- Charleville Road: seus primos, os Condes de Charleville
- Gledstanes Road: sua mãe
- Barton Road: sua avó
- Challoner Street: sua bisavó
- Fairholme Road: sua irmã casada
- Vereker Road: sua tia casada, esposa do Visconde Gort
- Comeragh Road: depois da propriedade da família na Irlanda
- Castletown Road: depois da propriedade de Baronets Pallisers na Irlanda

O irmão de Sir William, John Palliser (o explorador) herdou a propriedade Comeragh no Condado de Waterford. Sir William não tinha uma propriedade irlandesa própria. Em vez disso, ele tentou desenvolver essa propriedade em Londres. Ele morreu repentinamente em 4 de fevereiro de 1882, e os advogados tiveram um dia de campo, vendendo tudo, incluindo os 11 acre(s)s (45 000 m2) que se tornaria o Queen's Club. Sir William estava muito endividado, embora, se não tivesse morrido tão repentinamente e tivesse conseguido vender muitas casas, poderia ser um homem rico. Como era, a família acabou com nada.
Alguns se perguntam se existe uma razão pela qual o apóstrofo não é usado para a estação de Barons Court, mas é usado na vizinha Earl's Court. Um livro da Society of Genealogists, anotado a lápis por R. Burnet Morris, que conhecia Sir William pessoalmente, fornece uma história da área. Morris declarou que o Barons Court foi nomeado "em homenagem a Sir William's Irish Estates", a saber "Barenscourt". Como resultado, ao contrário da estação de Earl's Court, o Barons Court é escrito sem apóstrofo.

## Serviços

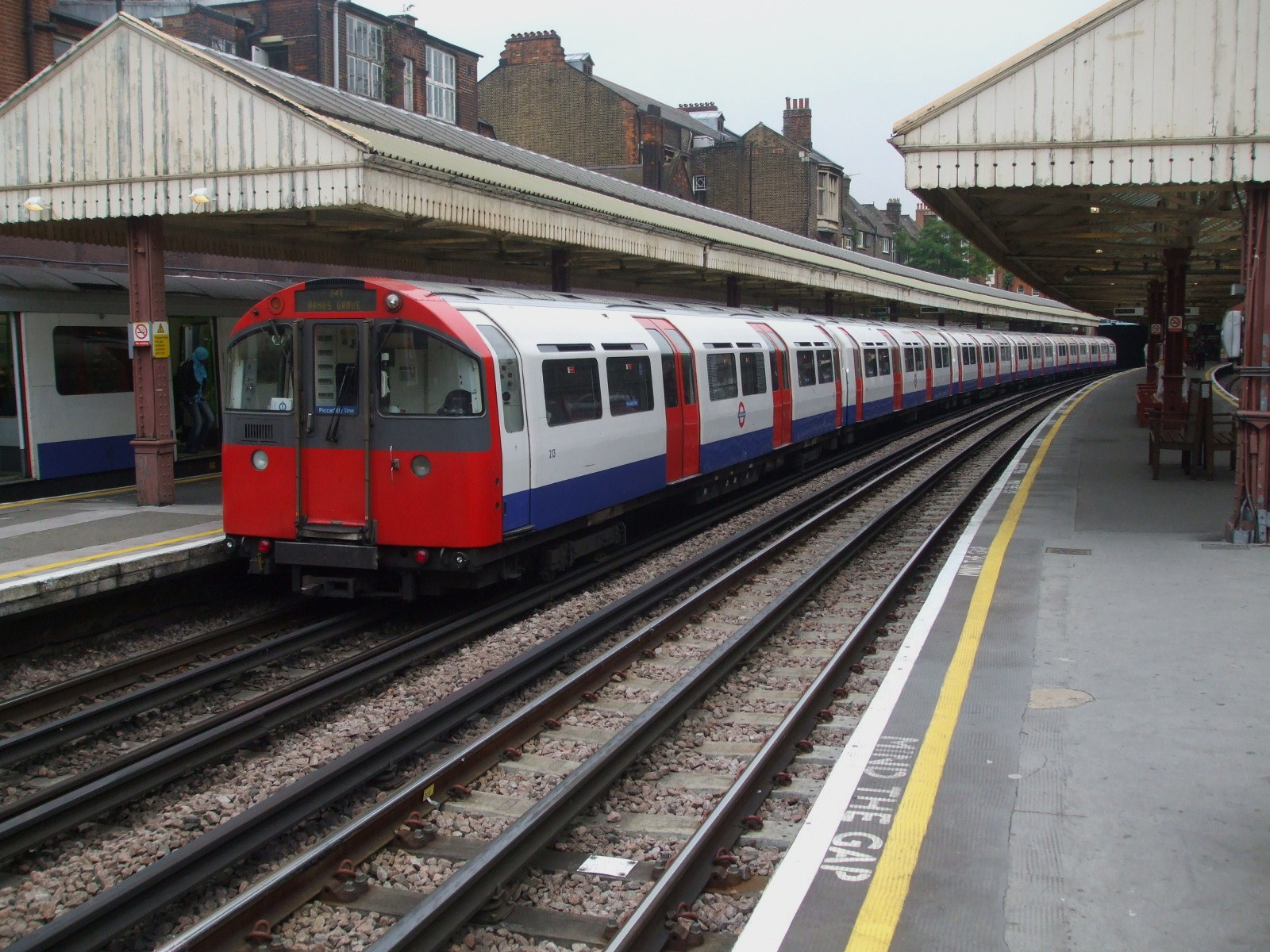
Um trem da linha Piccadilly de 1973 parado na plataforma leste.

### District line
O serviço típico fora de pico em trens por hora (tph) é:
- 12tph para o leste para Upminster (6tph para Barking aos domingos)[4][8]
- 6tph em direção ao oeste para Ealing Broadway[9]
- 6tph em direção ao oeste para Richmond

Também há um serviço matinal todos os dias de Acton Town (Ealing Broadway aos sábados) até Edgware Road e um serviço noturno de Edgware Road para Ealing Broadway apenas aos domingos.

### Piccadilly line
O serviço típico fora de pico em trens por hora (tph) é o seguinte:
- 18 tph em direção ao leste para Cockfosters[3][10]
- 3 tph em direção ao leste para Arnos Grove
- 6 tph em direção ao oeste para Heathrow Terminals 2 & 3 e 5[11]
- 6 tph em direção ao oeste para Heathrow Terminals 4 e 2 & 3
- 3 tph em direção ao oeste para Northfields
- 3 tph em direção ao oeste para Rayners Lane
- 3 tph em direção ao oeste para Uxbridge

## Lugares próximos
- O sítio de Ealing, Hammersmith e Hammersmith do West London College fica do outro lado da Talgarth Road, na Gliddon Road.
- The Queen's Club, local do torneio de tênis do Aegon Championships, fica no final da Palliser Road.
- A London Academy of Music and Dramatic Art (LAMDA) fica na estrada Talgarth.
- Cemitério Margravine
- Charing Cross Hospital fica nas proximidades e é anunciado na saída da estação.